# Doença periodontal
A doença periodontal se caracteriza por um processo inflamatório no tecido que fornece suporte aos dentes, localizado em volta dos dentes conhecido como periodonto que pode ser subdivido em periodonto de proteção (gengiva livre, gengiva inserida, papila interdentária e mucosa alveolar) e periodonto de sustentação (cemento, ligamento periodontal e osso alveolar), o qual tem como fator etiológico principal o biofilme dental que também é conhecido como placa bacteriana podendo ser essa uma inflamação gengival reversível (gengivite) ou irreversível do ponto vista em que ocorrem destruições de tecidos ou partes de tecidos de maneira definitiva, quando há uma perda de inserção conjuntiva e perda óssea alveolar (periodontite). Ocorre como consequência de reações inflamatórias e imunológicas nos tecidos periodontais induzidas por microorganismos do biofilme dental (placa bacteriana), danificando o tecido conjuntivo e o osso alveolar.
A placa bacteriana é o principal fator etiológico da doença periodontal como foi demonstrado pelo trabalho clássico sobre gengivite experimental em humanos de Löe e colaboradores em 1965. Nesse estudo, que representa um marco histórico à compreensão dos fatores etiológicos da doença periodontal, todos os pacientes submetidos foram diagnosticados com um quadro clínico de gengiva saudável, o experimento inicia com a interrupção da higiene bucal dos pacientes para permitir o livre acúmulo de placa bacteriana na superfície dental. Como resultado foi possível se observar a presença de alterações na saúde da gengiva e consequentemente foi possível estabelecer o quadro de gengivite ao redor do 12º dia. Os pacientes permaneceram sem realizar higiene bucal até o 21º dia. No 22º dia foi feita retomada regular e eficaz das medidas de higiene bucal dos pacientes. Uma gengiva novamente saudável foi observada dentro 4 dias após o restabelecimento dos hábitos de higiene.
A gengivite  é a mais comum das manifestações da doença periodontal, pode ocorrer em qualquer indivíduo se houver acúmulo suficiente de placa bacteriana na superfície dental na margem ou nível dento-gengival. É considerada uma doença infecto-inflamatória, caracterizando-se por vermelhidão da gengiva marginal, edema, halitose e sangramento à sondagem. A inflamação na margem gengival é devida a uma resposta ao acúmulo gradual de biofilme supra-gengival. O termo gengivite refere-se a inflamação do tecido da gengiva  e geralmente é identificada pela presença de sangramento à sondagem e é de caráter reversível, pois nem todos os sítios diagnosticados com gengivite progridem para periodontite. Enquanto que a doença periodontal destrutiva ou periodontite é referida como a inflamação dos tecidos de suporte de dente, detectada pela perda de inserção de tecidos como o osso alveolar, cemento e ligamento periodontal, resultando disso a formação de bolsa periodontal.
O tema doença periodontal vem ganhando ainda maior destaque pela sua correlação com a medicina, pela sua relação direta ou indireta com doenças ou condições sistêmicas. Durante a gravidez é recomendado que o Cirurgião-Dentista faça avaliação da condição periodontal da paciente, assim como intervenções clínicas, preferencialmente no segundo trimestre da gravidez para controle de placa bacteriana e cálculo com a finalidade evitar que a doença periodontal possa interferir na saúde do bebê ou da gestante. Quando a doença periodontal se instala é possível que ocorram alterações devido a reação inflamatória crônica da doença periodontal na gravidez e possam surgir quadros clínicos de risco para a gestante e para o feto como parto prematuro, eclampsia, baixo peso e subdesenvolvimento fetal.
A evolução destes processos inflamatórios, pela ação do biofilme bacteriano, acúmulo de placa bacteriana mineralizada (tártaro) e inflamação destas estruturas colaboram para a formação de bolsas periodontais que levam à mobilidade dentária. Quando a doença periodontal não é tratada, o comprometimento e a destruição dos tecidos periodontais podem levar à perda dos dentes.

## Introdução
Entende-se por doença periodontal um conjunto de condições inflamatórias, de caráter crônico e de origem bacteriana que começa afetando o tecido gengival e pode levar, com o tempo, à perda dos tecidos de suporte dos dentes. Os microrganismos responsáveis por esses eventos estão presentes no biofilme dental. Antigamente, usava-se o termo placa bacteriana, mas como o avanço dos estudos percebeu-se que esse termo é incorreto já que não há apenas bactérias nesse acúmulo de micro-organismos.

## Diagnóstico
A realização do exame clínico periodontal deve ser feita de forma minuciosa pois o exame clínico representa uma valiosa fonte de informações acerca da condição de saúde periodontal do paciente. As informações obtidas através da avaliação clínica da condição periodontal do paciente é essencial para o estabelecimento de um correto diagnóstico e da melhor seqüência de procedimentos dentro de um plano de tratamento periodontal. É importante destacar que mesmo após o término da terapia periodontal proposta, quando o paciente estiver no programa de controle e manutenção (tratamento periodontal de suporte), exames periodontais devem ser repetidos rotineiramente de modo a monitorar a estabilidade do paciente.
Para o diagnóstico da doença periodontal é necessário avaliar os parâmetros clínicos de profundidade de sondagem, nível clínico de inserção e sangramento à sondagem, sendo avaliados em seis sítios por dente (mésio-vestibular, vestibular, disto-vestibular, mésio-lingual, lingual e disto-lingual).

## Prevenção
Para se evitar a doença deve-se manter os dentes sempre bem limpos e higienizados, assim como os tecidos ao redor como a gengiva. Consultas regulares ao dentista também são um bom método para evitar o surgimento da doença periodontal. A maneira mais eficaz para prevenir a doença periodontal é através de medidas motivacionais para incentivar os pacientes a manterem o hábito de realizar uma boa higiene bucal regularmermente. Orientar os pacientes a respeito da patogênese da doença periodontal, sua etiologia e explicar quais são as consequências que esta doença pode promover aumentam a eficácia das mediadas preventivas para que o paciente possa ter maior consciência a respeito dos benefícios de manter bons hábitos de higiene bucal.

## Etiologia
A Doença Periodontal é uma doença inflamatória crônica de etiologia multifatorial, caracterizada clinicamente pela destruição dos tecidos de suporte do dente. O acúmulo de bactérias periodontopatogênicas na superfície dentária é uma condição necessária para o seu início, sendo estes microorganismos predominantemente gram-negativos e anaeróbicos, originados da placa bacteriana depositada no sulco gengival.
Uma adequada avaliação dos fatores de risco relacionados às doenças periodontais refere-se a um bom entendimento dos fatores etiológicos e da patogênese destas doenças.
A etiologia da doença periodontal é microbiana, sendo agravada quando a higiene bucal é negligenciada. Ela ocorre como resultado da exposição do periodonto à ação das bactérias aderidas à superfície dentária. Essas bactérias formam o biofilme dental, que contém diversas espécies microbianas apresentadas como uma complexa massa bacteriana na margem gengival e no interior do sulco gengival ou da bolsa periodontal, incluindo diferentes espécies Gram-negativas anaeróbias típicas das doenças periodontais que produzem proteases e produtos tóxicos bacterianos como enzimas, endo e leucotoxinas agressores dos tecidos periodontais  que após liberados ulceram os tecidos adjacentes, facilitando o acesso dos microorganismos na corrente sanguínea. Estas alterações podem modificar o equilíbrio entre os microrganismos e o hospedeiro, permitindo o estabelecimento de resposta inflamatória. É, portanto, uma infecção oportunista.
É reconhecido que as espécies bacterianas existem em complexos na placa subgengival. Os microrganismos periodontopatogênicos mais comuns associados são das seguintes espécies: Fusobacterium nucleatum, Fusobacterium periodonticum, Peptostreptococcus micros, Prevotella intermedia, Prevotella nigrescens, Streptococcus constellatu, Eubacterium nodatum, Campylobacter shoae, Campylobacter gracilis e Campylobacter rectus, Porphyromonas gingivalis, Tannerella forsythia e Treponema denticola. Estas bactérias estão relacionadas diretamente à medidas clínicas da doença periodontal, particularmente a profundidade da bolsa e sangramento à sondagem.
Algumas condições podem ser encontradas, tais como depósitos dentais mineralizados (cálculo supra e subgengival), margens de restaurações desadaptadas (tanto o excesso quanto a falta de material restaurador), próteses e lesões cariosas não tratadas, contribuem secundariamente para o desenvolvimento da doença periodontal. Irregularidades do acabamento cervical de restaurações constituem fatores de retenção de placa bacteriana, dificultando o controle de placa pelos procedimentos habituais de higiene bucal, favorecendo o desenvolvimento da doença periodontal. Todos esses fatores atuam como retentores de placa, tanto dificultando o controle mecânico pelos métodos usuais de higiene bucal, quanto favorecendo o acúmulo de placa bacteriana.

## Histopatologia

### Gengivite subclínica
Normalmente, a gengivite é uma doença crônica. Entretanto, não há nenhum limite nítido que histologicamente distinga a gengiva saudável da gengivite. Até mesmo a clinicamente saudável exibe acúmulo de células inflamatórias. Com base nos achados em estudos experimentais com animais, um desenvolvimento sequencial de mudanças histológicas nos tecidos gengivais saudável até periodontite foi evidenciado:
- a lesão inicial,
- a lesão precoce,
- a lesão estabelecida e
- a lesão avançada.

Porém, nem todos os estágios são foram demonstrados histologicamente em indivíduos humanos. O caráter do infiltrado celular nem em gengivite nem em periodontite parece seguir uma progressão lógica, consistente, assim como o conceito de desenvolvimento sequencial permanece questionável.
As alterações teciduais vistas microscopicamente refletem uma variação, a mais moderada delas não está relacionada a patologia clinicamente visível. Estes achados subclínicos são estágios precoces de inflamação revelados pela presença de alguns neutrófilos, macrófagos, linfócitos e muito poucos plasmócitos no tecido conjuntivo subsulcular. Até mesmo as reações inflamatórias subclínicas são acompanhadas por áreas de lise de fibras do tecido conjuntivo, principalmente na região abaixo do epitélio sulcular.

### Gengivite clínica
A gengivite clínica induzida pela placa é caracterizada por vermelhidão, inchaço e sangramento à sondagem. A condição é reversível e pode persistir sem posterior progressão à periodontite com perda de inserção de tecido conjuntivo.

### Alterações epiteliais
Histologicamente, os tecidos gengivais demonstram uma resposta ao acúmulo da placa bacteriana na área do sulco gengival. Produtos de baixo peso molecular das bactérias penetram no epitélio e iniciam várias alterações tanto no epitélio quanto no tecido conjuntivo. A gengivite é caracterizada pela formação de uma pequena bolsa gengival ou pseudobolsa, que é resultado da perda de inserção de epitélio juncional, e por edema do tecido gengival. Não há migração apical do epitélio juncional, porém aumenta os seus espaços intercelulares e prolifera no tecido conjuntivo subjacente com a formação de extensos retículos epiteliais. Normalmente, há uma migração significativa de células inflamatórias, em particular neutrófilos, através do epitélio juncional para o sulco gengival. Estas células servem para proteger os tecidos periodontais contra ataques microbianos, e os neutrófilos frequentemente formam uma  parede entre a placa microbiana e o epitélio sulcular e juncional. Assim, os neutrófilos no sulco fagocitam as bactérias pelo engolfamento dos microrganismos nos vacúolos.
Embora as bactérias no sulco gengival estejam em íntima relação com o epitélio sulcular e juncional, na gengivite crônica as bactérias em geral não penetram no epitélio. Agregações bacterianas, no entanto, podem ser vistas em contato com superfícies epiteliais e, às vezes, são encontradas nos espaços intercelulares.
A lâmina basal que separa o tecido conjuntivo dos epitélios juncional e sulcular na área inflamada mostra alterações comumente vistas na inflamação, que são observáveis com o microscópio eletrônico. Estas alterações incluem duplicações, interrupções e largura alteradas. Fragmentos de lâmina basal separadas também podem ser vistos no tecido conjuntivo subjacentes.
O epitélio oral mostra uma expressão alterada de citoqueratinas, particularmente na região onde o epitélio oral se funde-se com o epitélio sulcular. Não se sabe se esta mudanças acontecem devido ao controle de diferenciação epitelial alterado, mas elas poderiam ser resultado da liberação de mediadores inflamatéorios. O número de células de Langerhans, as células macrofágicas dentríticas intraepiteliais, aumentam de número no início da inflamação gengival provavelmente porque os antígenos estranhos que processam e estimulam as respostas das células-T neste estágio da doença são particularmente importantes.

## Desenvolvimento
A ocorrência e desenvolvimento da doença periodontal acontece pela negligência da higiene bucal.  O acúmulo de biofilme bacteriano específico é o principal fator etiológico devido às condições favoráveis para o crescimento de colônias bacterianas. O biofilme é formado por depósitos bacterianos, constituintes salivares e possui estrutura permeável devido a sua porosidade. Desta forma permite que a saliva, o fluido gengival e os líquidos da dieta possam se infiltrar no biofilme. A presença bacteriana no biofilme manifesta a condição periodontal e atividade de microrganismos patogênicos propicia a instalação e progressão da doença.
Esta doença tem o seu desenvolvimento associado de maneira mais severa e rápida em pacientes diabéticos, imunossuprimidos e fumantes, considerados pacientes de risco para o desenvolvimento da doença periodontal. O diabético apresenta muitas alterações fisiológicas que diminuem a capacidade imunológica e a resposta inflamatória, deixando o sistema imunológico fragilizado, e o indivíduo mais suscetível a adquirir algum tipo de infecção, tornando-se assim uma condição de ameaça para a evolução da doença periodontal. Em uma situação que aconteça uma falha na resposta do sistema imunológico, ocorre a indução dos monócitos e linfócitos e consequentemente, liberação de mediadores inflamatórios como as citocinas que, ao motivar a destruição tecidual, originam a formação de bolsas periodontais e a destruição do osso alveolar, a insuficiência vascular periférica, irá provocar distúrbios de cicatrização, e alterações fisiológicas que diminuem a capacidade imunológica, aumentando a susceptibilidade às infecções, sendo então um potencial risco para o desenvolvimento da doença periodontal. O paciente diabético dispõe de diversas alterações fisiológicas que limitam a capacidade imunológica e a resposta inflamatória, aumentando a passividade a desenvolver infecções, o que leva a um destaque entre a sua ligação com a doença periodontal. Os meios pelo qual a diabetes irá colaborar para o desenvolvimento e progressão da doença periodontal incluem alterações vasculares, disfunção de neutrófilos, síntese de colágenos e predisposição genética, além de mudanças na
microbiota gengival. Em pacientes diabéticos as alterações do tecido conjuntivo e vascular afetam a cicatrização dos tecidos normais, favorecendo o desenvolvimento da doença periodontal. O tecido conjuntivo dos diabéticos tem seu metabolismo comprometido devido à redução da função e números de fibroblastos, menor síntese maturação e estabilidade do colágeno, e maior quantidade de plasmócitos.
A sequência de eventos de uma gengiva clinicamente sadia até a gengivite foi determinada por inúmeros estudos epidemiológicos e clínicos. Embora a transição de gengivite para periodontite em humanos não esteja determinada de modo claro, estudos em animais comprovam desde que suprimida a adequada higiene bucal por um tempo significativo. O fato de que nem toda gengivite evolui para periodontite -no entanto, toda periodontite, num determinado momento, foi precedida de uma gengivite - parece reforçar ainda mais a natureza complexa do processo.

## Classificação
A gengivite e a periodontite são as duas categorias mais prevalentes de doença periodontal, destacando-se pela sua gravidade ou especificidade a GUNA - Gengivite ulcerativa necrosante aguda -, periodontite pré-puberal, periodontite juvenil, periodontite rapidamente progressiva, periodontite em adultos e periodontite refratária.
Recentemente Ranney (1993) propôs uma nova classificação para as doenças periodontais. No que tange às três primeiras formas de periodontite acima referidas, o autor denominou-as respectivamente de periodontite da infância, da adolescência e do adulto jovem, agrupando-as sob o título genérico de Periodontite de evolução precoce. Para o autor, a denominação tradicional pode ser apenas a expressão da mesma patologia, diagnosticada em momentos diferentes da vida do indivíduo.
Classificar as doenças periodontais constitui uma tarefa muito difícil, e isto torna-se evidente pelo grande número de classificações existentes. As principais dificuldades encontradas referem-se, principalmente, aos diferentes critérios de classificação, à diversidade de opinião dos autores diante dos processos patológicos que atingem a região periodontal e, também, à terminologia empregada para descrever estes processos.
As doenças periodontais vêm sendo classificadas há vários anos em dois grupos principais:
- gengivite
- periodontite.

É uma doença periodontal de natureza inflamatória, que envolve apenas a gengiva; quando os tecidos de sustentação se encontram igualmente envolvidos, a doença recebe o nome de periodontite. Estas doenças podem ter seu curso alterado e/ou agravado por outros fatores, tais como oclusão traumática e alterações de ordem sistêmica.

### Gengivite
- Gengivite relacionada à placa bacteriana
- Gengivite ulcerativa necrosante(GUN)
- Gengivite influenciada por hormônios
- Gengivite influenciada por medicamentos

### Periodontite
- Periodontite adulta (crônica)
- Periodontite de início precoce

1. Periodontite da pré-puberdade
2. localizada
3. generalizada

- Periodontite associada a doenças sistêmicas

1. Síndrome de Down
2. diabetes tipo I
3. síndrome de Papillon-Léfevre
4. AIDS
5. outras doenças

- Periodontite ulcerativa necrosante
- Periodontite refratária

## Tratamento
Para o tratamento das doenças periodontais se faz necessário o diagnóstico pelo Cirurgião-Dentista. No estágio inicial, o tratamento pode incluir desde a instrução da higiene oral à raspagem supragengival que pode ser realizada através do uso de curetas e ultrassom. Em estágios avançados se faz necessária a raspagem subgengival preferencialmente sob anestesia local, dos cálculos dentários que encontram-se aderidos à raiz do dente. O objetivo dos procedimentos é a remoção do principal causador da doença que é o biofilme bacteriano acumulado nas superfícies dentais devido à má higiene bucal. Os tratamentos periodontais com finalidade de eliminação da doença periodontal podem ser realizados através de técnicas não cirúrgicas (método fechado) ou através de técnicas cirúrgicas (método aberto). Alguns profissionais podem preferir realizar os tratamentos periodontais de casos avançados das doenças periodontais através de cirurgias periodontais ,e, em alguns casos, podem optar pela utilização de medicamentos para auxiliar com sucesso do tratamento por meio de antibioticoterapia.

### Descontaminação de Boca Toda (Full Mouth Disinfecction)
Em 1995 Quirynen e sua equipe introduziram um conceito diferenciado para realização do tratamento periodontal. O nome deste conceito em inglês é full mouth disinfecction ou descontaminação de boca toda em português. O objetivo desta proposta é realizar o tratamento periodontal através de raspagem e alisamento radicular de toda a boca do paciente em um curto período de tempo (24 horas), sendo cada consulta com duração de 2 horas, para remover o máximo de periodontopatógenos da cavidade oral com a intenção de reduzir as possibilidades de reinfecção de áreas já tratadas. Nesta técnica também se preconiza o uso de clorexidina de maneira intensiva, a língua do paciente deve ser escovada por 1 minuto com gel de clorexidina 1%, o paciente deve fazer bochecho de 2 minutos com uma solução de clorexidina a 0,2% e também deve ocorre uma aplicação de clorexidina em todas as bolsas periodontais do paciente.
A descontaminação de boca toda apresenta benefícios tanto para pacientes quanto para os profissionais que realizam o procedimento. Dentre os principais benefícios destacam-se um número reduzido de consultas que pode beneficiar o paciente com menos visitas ao dentista para a realização do tratamento com a redução do custo de deslocamento e otimização do tempo do paciente. Esta abordagem de tratamento intensivo costuma ser apreciada por boa parte dos pacientes. Quanto ao profissional que realiza o procedimento pode-se destacar a redução de custos com os materiais utilizados para realizar o atendimento odontológico. Todavia este tratamento apesar de oferecer benefícios é possível se observar um aumento na sensibilidade dentária e maior dor pós-operatória quando comparado a tratamentos convencionais. Esta dor pós operatória  pode incentivar o uso de analgésicos após o tratamento.

## Epidemiologia
A pesquisa epidemiológica em periodontia deve ter o propósito de atender ao compromisso de fornecer dados sobre a prevalência das doenças periodontais em diferentes populações, ou seja, a periodicidade com que ocorrem, bem como a gravidade de tais condições, o grau de ocorrência das alterações patológicas; esclarecer aspectos relativos à etiologia e aos fatores determinantes de desenvolvimento dessas doenças (fatores de risco e causais); e proporcionar a documentação referente à efetividade das medidas preventivas e terapêuticas direcionadas a tais doenças em nível populacional.
Em um estudo epidemiológico com o objetivo de avaliar as condições gengivais e a ocorrência de diferentes periodontopatógenos em 93 crianças com idade de 6 a 12 anos, em Araçatuba no estado de São Paulo no Brasil, obteve-se como resultado que 91,40% das crianças apresentaram gengivite, sendo que 70,97% gengivite leve. Apenas 8,6 % evidenciaram ausência de gengivite. Verificou-se que a grande maioria das crianças apresentava gengivite leve e mostrava-se portadora de algum periodontopatógeno.